# Attenhausen
 Attenhausen là một xã thuộc huyện Rhein-Lahn, bang Rheinland-Pfalz, phía tây nước Đức. Xã này có diện tích 5,85 km², dân số thời điểm ngày 31 tháng 12 năm 2006 là 414 người.